# Indrānu pagasts
Indrānu pagasts er en territorial enhed i Lubānas novads i Letland. Pagasten etableredes i 1945, havde 978 indbyggere i 2010 og 822 indbyggere i 2016 og omfatter et areal på 342,54 kvadratkilometer. Hovedbyen i pagasten er Lubāna.